# Poesia multilingue
La poesia multilingue è una particolare forma poetica in cui all'interno di un unico componimento vengono utilizzate differenti lingue. È talvolta definita "poesia maccheronica", specialmente nel mondo anglosassone, anche se questo termine originariamente faceva riferimento ai soli lavori che miscelavano il latino con una lingua volgare.
Un particolare tipo di poesia multilingue sono i componimenti realizzati nelle nuove lingue artificiali come l'Europanto, il Japanglish il Franglais e altri "interlinguaggi" (il Portuñol, il Namlish,  l'Englog, il Singlish, lo Sheng).

## Evoluzione storica
Fra i primi esempi di contaminazioni linguistiche nella poesia si possono citare i Carmina Burana (1230 ca.) composti in tedesco, inglese e latino, o gli zajal, poemi andalusi composti nell'undicesimo secolo che miscelavano il volgare spagnolo con l'arabo. Sono poi celebri i versi in occitano composti da Dante nel XXVI canto del Purgatorio, quando parla Arnaut Daniel:
e vei jausen lo joi qu'esper, denan»
(Dante, Purgatorio XXVI canto (143-144))
In quegli anni di transizione linguistica dal latino alle lingue nazionali furono frequenti gli episodi di multilinguismo nella poesia in tutte le nazioni europee. Man mano che però le lingue nazionali iniziarono ad affermarsi, questa tendenza iniziò invece a diminuire lasciando spazio a pochi casi limitati alle zone bilingue.
Anche nell'India medioevale, sotto l'influenza araba, ci furono numerosi casi di poemi scritti alternativamente in indiano e persiano anche ad opera del famoso poeta Amir Khusro.
Nel Rinascimento fu importante l'esperienza della "poesia maccheronica" nata a Padova alla fine del XIV secolo, che vide fra i suoi principali esponenti Teofilo Folengo. Gli autori di questa corrente miscelavano latino e italiano volgare con intenti parodici nei confronti della letteratura classica. 
Nella prima metà del XX secolo, la corrente letteraria dei modernisti fece ampio ricorso a uno stile letterario plurilingue. Ad esempio James Joyce nel Finnegans Wake utilizza almeno quaranta lingue oltre ad abolire il normale sistema sintattico inglese. In campo poetico invece furono fondamentali i lavori di Ezra Pound e Thomas Stearns Eliot.
Nella seconda metà, un esempio importante di testo-libretto poetico multilingue applicato ad un'opera musicale è stato quello del De temporum fine comoedia (1973) di Carl Orff, con parti in greco antico, latino e tedesco. Nella letteratura italiana contemporanea emblematica è l'opera Laborintus (1956) di Edoardo Sanguineti, con forti accenti poundiani e psicanalitici, in cui l'esperienza "disgregante" del linguaggio si associa ad altre forme visivo-musicali collegate a Berio e Cage.

## Forma poetica
Svariati sono i motivi che inducono i poeti a creare una poesia plurilingue. Mentre nella prosa la miscelazione di più linguaggi è spesso utilizzata per ottenere un maggiore realismo descrittivo (Dostoevskij, Hugo, Manzoni ne fanno largo uso), nella poesia questa operazione ha avuto anche altre motivazioni. Ad esempio la scelta di un linguaggio misto latino-italiano nella poesia maccheronica aveva un intento parodico nei confronti della letteratura classica.
Poeti come Ezra Pound o Thomas Stearns Eliot spesso adottano questa tecnica per indicare la vicinanza tra culture e persone che appartengono a periodi e luoghi diversi, manifestando un comune spirito "universale" nel tempo e nello spazio. Se però in Eliot si tratta di una semplice occasionale citazione plurilingue (perché la contaminazione testuale di altri autori nei suoi versi avviene di solito in lingua inglese), in Pound l'applicazione formale è talvolta sistematica, scatenando anche accuse di incomprensibilità da parte di alcuni critici, specie per l'uso dell'italiano trecentesco, del cinese o del giapponese. Eccone un esempio dai Cantos:
This is infamy; this is Geryon.

This canal goes still to TenShi

Though the old king built it for pleasure

K E I M E N R A N K E I

K I U M A N M A N K E I

JITSU GETSU K O K W A

T A N FUKU T A N K A I »
(Ezra Pound, dal canto 49 dei Cantos)
Tra i contemporanei ricordiamo Antoine Cassar, poeta maltese che nei suoi versi contamina inglese, francese, spagnolo, maltese, italiano, nella tradizionale forma stilistica del sonetto petrarchesco. La stanza citata appartiene a una poesia della sua opera mużajki (o mosaics poems).
| Originale Run, rabbit, run, run, run, from the womb to the tomb, de cuatro a dos a tres, del río a la mar, play the fool, suffer school, żunżana ddur iddur, engage-toi, perds ta foi, le regole imparar [...] | Traduzione inglese Run, rabbit, run, run, run, from the womb to the tomb, from four to two to three, from the river to the sea, play the fool, suffer school, the wasp goes round and round, get involved, lose your faith, learn the rules [...] |

## Multilinguismo cosmopolita
Il Multilinguismo cosmopolita è una tecnica di contaminazione poetica multilingue che consiste nel miscelare versi di poesie di autori diversi nelle loro lingue, in modo da formare una nuova poesia originale. Il termine è stato coniato da Guido Monte nel saggio Per un multilinguismo cosmopolita, del 2006. La tecnica della contaminazione è conosciuta anche con il termine inglese linguistic blending (letteralmente miscuglio di lingue).
Secondo Guido Monte, studioso di contaminazione poetica, "...se alcune idee archetipiche sono comuni tra gli abitanti del nostro pianeta, allora è borgesianamente possibile che sia stato scritto un solo Libro testimonianza dell'unità culturale del mondo, che è l'insieme di tutti i pezzi babelici di un universale mosaico, scritti dagli uomini che ovunque e da sempre sono alla ricerca della verità delle cose".
Versi di poeti di terre ed epoche diverse possono quindi essere accostati e “mescolati” tra di loro, con un metodo meta-comunicativo, proprio per sentire vicino ciò che apparentemente è lontano nello spazio e nel tempo: l'autore di un Blending linguistico non riproduce quindi più necessariamente versi "suoi", ma "compone" versi di altri poeti seguendo una particolare vibrazione emotiva, che sia archetipicamente (in senso junghiano) comune agli autori prescelti.
A differenza della sperimentazione dell'Europanto non vengono utilizzate singole parole secondo regole grammaticali uniche, ma viene in genere mantenuto il costrutto sintattico delle lingue adoperate, utilizzando singole frasi in lingua originale. Se si prova ad esempio a ritradurre i primi versetti della Genesi o di qualche testo sacro in due o tre lingue diverse dall'originale, ci accorgiamo che i nuovi e diversi suoni, "...indipendentemente dalle nostre conoscenze linguistiche, ci suggeriscono sensi e vibrazioni nuove, universali, cosmiche che la semplice traduzione italiana non riusciva a darci; ci svelano in ogni caso la complessità dei vari livelli di lettura del testo":
(Guido Monte, Genesis, Words without Borders)
Secondo la traduttrice francese Marie Rennard, …anche se il percorso dev'essere spiegato e la risonanza cosmicà può confondere all'inizio, purtuttavia rileggendo senti rinascere la comunione dei verbi di tutte le lingue, in un percorso oltre-individuale che suscita il piacere profondo della vera poesia, di pur bonheur, mere happiness, autentica felicità.
La poetessa ed esperta di multiculturalismo Alison Phipps, dell'università di Glasgow, ha applicato questa tecnica nei versi di Fortress Europe e definisce poeticamente questo modo come embroidering gossamer.
Secondo Claudio Magris (anch'egli studioso di comparativismi metalinguistici), questa tipologia poetica può essere definita come una sorta di meticciato organico.